# اریش آورباخ
اریش آورباخ (آلمانی: Erich Auerbach؛ زادهٔ ۹ نوامبر ۱۸۹۲ درگذشته ۱۳ اکتبر ۱۹۵۷) یک زبان‌شناس اهل آلمان بود.